# Mugi (Rosja)
Mugi (ros. Муги) – wieś w Rosji, w Dagestanie, w rejonie akuszyńskim. W 2021 liczyła 3052 mieszkańców, głównie Dargijczyków.